# Montezumia marthae
Montezumia marthae är en stekelart som beskrevs av Henri Saussure 1875. Montezumia marthae ingår i släktet Montezumia och familjen Eumenidae. Inga underarter finns listade i Catalogue of Life.